# Cerkev sv. Jurija, Tibiče
Podružnična cerkev Tibiče je rimskokatoliška cerkev v Tibiču (nemško Tibitsch), zaselku na severni obali Vrbskega jezera med Vrbo in Porečami ob Vrbskem jezeru v koroški občini Teholica ob Vrbskem jezeru (okraj Celovec-dežela), v dekaniji Celovec dežela. Ima patronat svetega Jurija. Podružnična cerkev je pod spomeniškim varstvom.

## Zgodovina
Podružnična cerkev svetega Jurija je bila prvič omenjena v listini iz leta 1616. Leta 1991 je bila v celoti obnovljena.

## Arhitektura

### Zunanjost
Majhna baročna stavba iz 17. stoletja z vbočenim poligonalnim korom ima vzhodni grebenski stolpič. Zakristija se nahaja na severni strani kora. Zahodno preddverje stoji na opečnih stebrih.

### Notranjost
Ladja je sklenjena s sodčastim sklepnikom s tremi pari kapitelov in štukaturnimi okvirnimi ploščami na vrhu sklepnika. Okna so baročna. V notranjosti je lesena zahodna galerija in okroglo obokan triumfalni lok. Kor ima enoprostorni obok s tremi kvartini in žlebičastim sklepnikom. Križno obokana je tudi zakristija na severni strani kora.

## Notranja oprema
Glavni oltar iz leta 1699 je v ljudskem slogu in je bil temeljito prenovljen leta 1941. Na njem je izrezljana figura svetega Jurija, ob strani je naslikano Gospodovo oznanjenje, v sredini pa so figure svetega Ožbolta, svetega Florijana in svetega Jožefa. V levem stranskem oltarju je freska svetega Petra pred Kristusom, ki jo obdaja navidezna arhitektura oltarja iz 19.-20. stoletja. Ob strani so baročne figure svetega Valentina, svetega Silvestra, svetega Petra in svetega Pavla, ki so bile obnovljene v 19. stoletju. Stranski oltar je iz druge polovice 17. stoletja z barokizirano figuro Madone iz 19. stoletja; v sredini je figura svete Barbare. Prižnica je iz sredine 18. stoletja z evangelijskimi slikami v spandrejih. 

## Baročni kronogram v slovenščini
Baročni kronogram v slovenščini v podružnični cerkvi v Tibičah je po besedah Teodorja Domeja okoli leta 1766 naročil župnik v Šmartinu na Teholici Jožef Primož Posačnik (1710-1787). 
Kronogram se glasi:
„ChrIstVsh Nash LVbesnIVI InVDobrV // te PoVhenI IsVeLIzhar Ie KsVeteMVPe // trV RekV Pa∫sI oVze, PaSsI AgnIete.“
(= Christvsh nash lvbesnivi inv dobrvte povheni isvelizhar // je k svetemv Petrv rekv pa∫si ovze, passi agniete – prevod v nemščino: »Christus // unser der Güte-volle Erlöser der zum hl. Petrus sagte, // hüte die Schafe, hüte die Lämmer]).
Po mnenju Teodorja Domeja rdeče črke v kronogramu označujejo letnico 1771.
Kulturnozgodovinski pomen tega in še dveh kronogramov v slovenskem jeziku na Koroškem iz 18. stoletja je v tem, da so kronogrami sami po sebi izraz dvorske jezikovne kulture in so po Grafu (po Werlandu) "otrok renesanse, ki je zrasel v času baroka". Na Koroškem so slovenski kronogrami iz 18. stoletja ohranjeni v treh cerkvenih stavbah, dveh severno od Vrbskega jezera in eni na Zilji. Še en kronogram je iz 19. stoletja in se nahaja v cerkvi Šenturha pri Žihpoljah na Gurah.
Slovenski kronogrami na Koroškem so glede na zgodovinski jezikovni kontekst še toliko bolj izjemni, saj so v slovenskem knjižnem oz. pisnem jeziku sredi 18. stoletja v še kako pomembnem literarnem gibanju "bukovništva", v katerem so se udejstvovali samouki oz. ljudski pesniki, še vedno prevladovali prevodi. Šele proti koncu 18. stoletja pa je gibanje doživelo vrhunec v klasičnem "bukovništvu" z novotvorbami (na primer z Miha Andreaš (1762-1821), Andrej Šuster Drabosnjak) (1768-1825), France Leder - Lisičjak (1833-1908)).
Poleg tega so kronogrami iz Tibič in iz cikla fresk svete Barbare na Teholici ter v podružnični cerkvi svete Magdalene v Bistrici na Zilji med najstarejšimi slovenskimi napisi v javnih prostorih na Koroškem.

## Spletne povezave
- https://www.kath-kirche-kaernten.at/pfarren/detail/C3068/die_filialkirche_st._georg_in_tibitsch_pfarrpatronat_hl._georg